# Wilwolt von Schaumberg
Wilwolt von Schaumberg (* um 1446 wahrscheinlich auf der Lauterburg bei Rödental-Oberwohlsbach; † 20. April 1510 auf Burg Schaumberg bei Schalkau) war ein fränkischer Niederadliger aus dem weitverzweigten Geschlecht der von Schaumberg, Söldnerführer und Feldherr.
1475 erfolgten Feldzüge Wilwolts im Dienste Karls des Kühnen. 1475 verstarb Wilwolts Vater. In den 1480er Jahren war er im Kriegsdienst in der Mark Brandenburg und auf Reisen mit dem Grafen von Henneberg nach Rom. Die Grafen von Henneberg belehnten ihn mit der Stadt Ilmenau (zwischen 1476 und 1498).
1484 trat er beim Turnier von Stuttgart auf und 1487 erfolgte sein Eintritt in den Dienst Herzog Albrechts des Beherzten von Sachsen. Der Kaiser engagierte den Herzog gegen den ungarischen König Matthias Corvinus, der weite Teile Österreichs besetzt hatte. Wilwolt wurde hier als Hauptmann tätig.
1495 nahm er an einem Turnier auf dem Reichstag zu Worms teil. Wilwolt unterwarf später noch Friesland für seinen Dienstherrn, den Herzog von Sachsen.
Um 1500 setzte sich Wilwolt nach Jahren des Söldnerdienstes zur Ruhe und ließ 1501–1503 seine Stammburg anhand seiner in 25 Jahren Kriegsdienst erworbenen Kenntnisse als hochmoderne Kanonenfestung en miniature ausbauen.
Sein Leben wurde zwischen 1510 und 1512 durch Ludwig von Eyb den Jüngeren (1450–1521) aufgezeichnet.